# 류범수
류범수(柳凡秀, 1927년 ~ 1984년 7월 30일)는 대한민국의 정치인이다. 제7대 국회의원을 지냈다. 전라북도 완주군 출생이며, 종교는 원불교이다.

## 학력
- 대한민국 육군사관학교 9기 졸업
- 대한민국 육군보병학교 졸업
- 대한민국 육군포병학교 졸업
- 미국 육군야전포병학교 졸업
- 대한민국 육군공병학교 졸업
- 원광대학교 법학과 학사
- 대한민국 육군대학 졸업
- 서울대학교 경영대학원 경영학 석사
- 동국대학교 행정대학원 행정학 석사

## 주요 경력
- 대한민국 육군 대령 예편
- 원호처전주지청장
- 정읍군수·완주군수·고창군수
- 민주공화당중앙위원 및 중앙상임위원

## 역대 선거 결과
|  | 53.68% |

|  | 15.55% |

|  | 15.30% |